# Brandy și Dl. Mustăcilă
Brandy și Domnul Mustăcilă este un serial de animație american produs de Walt Disney Television Animation în care este vorba despre un câine snob și un iepure hyperactiv care au fost blocați amândoi în Pădurea Amazonului. În America de Sud, serialul a apărut în august 2004 și s-a terminat în august 2006, iar în România a început în decembrie 2009, a fost redifuzat pe 14 octombrie 2023, cu ocazia aniversării de 100 de ani a companiei Disney. Acest serial a apărut pe postul de televiziune Disney Channel, dar și pe canalul Toon Disney.

## Personaje principale
- Brandy Harrington din Florida Harringtons: Brandy este o femelă leneșă de 6 ani cu rădăcini familiale în Florida. Datorită originilor sale, este obișnuită cu cele mai fine lucruri din viață. Pe drum spre o stațiune balneară de 5 stele, se întâlnește cu un așa numit domn Mustăcilă și cei doi cad din avion în Pădurea Tropicala Amazoniană. Brandy îl consideră pe Dl. Mustăcilă un nimeni și înainte și după accident. Dar după ce la dat pe Mustăcilă la schimb lui Gaspar pentru o hartă spre casă, realizează că îi pare rău, și îl salvează. Brandy preferă să stea cât mai deoparte și abuzează de bunătatea celorlalți, cu toate că îi pasă de prietenii ei. Totuși, mereu caută oportunități de a scăpa de sarcini. Are idei stupide, poate face pe regina dramei, poate fi leneșă și poate fi chiar mai enervantă ca Mustăcilă uneori. Brandy se consideră câine de rasă, dar în episodul "Pedigree, Schimedigree" află că e o corcitură dintr-un adăpost de câini. Are păr blond și deobicei poartă tricouri roz care nu îi acoperă tot abdomenul, blugi roși și sandale mov. De asemenea își poartă și zgarda în jurul gâtului.

- Dl. Mustăcilă: Mustăcilă e un iepure în vârstă de 7 ani care nu a avut prea mulți prieteni. La prima vedere Mustăcilă ar părea năzdrăvan, caraghios, grețos, nebun, hiperactiv și în general enervant. Dar la o privire mai atentă se vede că este de fapt inteligent cu un vocabular foarte larg, care este expus în momente speciale. E foare iubitor și păsător, dar poate fi neîndemânatic și pierdut în spațiu alte ori poate fi arogant și năzbâtios. Poate fi egoist, nerăbdător și morocănos. Când a întâlnit-o pe Brandy în drumul său spre grădina zoologică din Paraguai unde urma să fie vândut pe 39 de bani, face o greșeală care a cauzat căderea lor în Pădurea Tropicală Amazoniană. În timp ce de multe ori se simte rușinat de etica lui Brandy, Mustăcilă se străduiește să o ajute pe Brandy și prețuiește prietenia cu ea. Este de cele mai multe ori îmbrăcat în portocaliu, iar unele personaje ca Brandy îi spun simplu Mustăcilă.

- Cheryl și Meryl: Cheryl și Meryl sunt drăguțe, două surori gemene care au o dușmănie una pe cealaltă.

- Ed: Ed este o vidră de râu care are o parte destul de întunecată în personalitatea sa. El cunoaște foarte bine Amazonul. El știe foarte bine informații despre multe lucruri. El este fericit să îl ajute pe Domnul Mustăcilă când acesta are nevoie de ajutorul său, iar el este printre puținele persoane care îi tolerează comportamentul Dl. Mustăcilă pentru lungi perioade de timp.

- Lola Bola: Lola Boa este un șarpe roz cu dungi violete și este deobicei vocea motivelor de partea prietenilor lui Brandy. Ea are de obicei idei bune, câteodată Brandy crezând că ideile sale nu sunt prea strălucite, iar Brandy crede în secret că Lola este grosolană deoarece ea înghite șoricei cât sunt în viață. Cu toate acestea, Lola râmăne una dintre cele mai bune prietene ale lui Brandy, care este mereu când are nevoie de ea, însă ea tolerează comportamentul aspru al lui Brandy.

- Margo: Margo este un gândac care este deasupra lui Brandy în scara socială a pădurii Amazonului. Când Brandy a venit pentru prima oară în Amazon, el a ajutat-o dându-i câteva informații unde majoritatea oamenilor populari își petrec timpul, crezând că Brandy nu ar trebui să petreacă timpul cu Dl. Mustăcilă. Pe lângă acest motiv, Margo umblă cu Brandy în unele situații. De obicei el este foarte drăguț, însă câteodată este rău.

- Gaspar Le Gecko: Este directorul Pădurii Amazonului.

### Personaje secundare
- Mama Croc: A apărut în episodul: "Greșeala Baby sitter-ului"
- Wolfie: A apărut în episodul: "Wolfie: Prințul Junglei"
- Dl. Cantarious: A apărut în episodul: "Ai Un Șarpe"
- Melvin: A apărut în episodul: "Timpul Pentru Grofe"
- Vic: A apărut în episodul: "Pielea Diaaaaaaaaavolului!!!"
- Isabelle: A apărut în episodul: "Cyranosaurus Rex"
- Dr. Phyllis: A apărut în episodul: "Un Marți Ciudat"
- Tito: A apărut în episodul: "Întârzierea Ploii"
- Boris:A apărut în episodul: "Către lună, Mustăcilă"
- Gina: A apărut în episodul: "Cyranosaurus Rex"
- Creierul lui Mustăcilă: Are o pălărie și vorbește.
- Tiffany Turlington: A apărut în episodul: "Unica"

### Vehicule
- Ed: Este bicicleta Dl. Mustăcilă
- Mikey: Este un mixer

## Episoade

### Sezonul 1
Brandy și Domnul Mustăcilă încep să se cunoască și să își petreacă viețile lor noi în Pădurea Amazoniană. Ei construiesc o casă în copac unde vor locui. O mare parte din sezon este disperarea lui Brandy să se întoarcă acasă la casa ei din Palm Beach, Florida. Între timp, ea și Domnul Mustăcilă se adaptează făcându-și prieteni noi, explorând pădurea. Brandy vrea ca jungla să devină o societate civilizată, introducând moda, igiena și rockuri strălucitoare. Domnul Mustăcilă preferă să amestece lucrurile folosind puterea invenției și imaginației ca să își ocupe timpul, dar deobicei creează haos în pădure. Asta îi afectează popularitatea.

## Melodia de început
Melodia de început este cântată de Lou Bega, care a cântat și melodia Mambo No. 5. Cei care au compus și au scris acest cântec au fost Randy Petersen, Kevin Quinn și Tim Heintz. Această melodie a fost nominalizată pentru categoria "Outstanding Original song", la premiile Crown Heights.